# Rue des montagnes
Ruta montana
Espèce
La Rue des montagnes (Ruta montana) est une espèce méditerranéenne de plantes à fleurs de la famille des Rutaceae.

## Systématique
Le nom scientifique complet (avec auteur) de ce taxon est Ruta montana (L.) L..
Le basionyme de ce taxon est : Ruta graveolens montana L.
Ce taxon porte en français le nom vernaculaire ou normalisé suivant : rue des montagnes,,.
Ruta montana a pour synonymes :
- Ruta graveolens var. montana L.
- Ruta legitima All.
- Ruta montana Mill.
- Ruta sylvestris Mill.
- Ruta tenuifolia Desf.
- Ruta tenuifolia Vill.